# Čeněk Ibl
Čeněk Ibl (21. ledna 1851 Bratronice – 25. března 1902 Královské Vinohrady) byl český středoškolský profesor, filolog–romanista, stenograf, překladatel, prozaik a básník. Působil převážně na reálkách v Pardubicích (1877-95) a Praze-Vinohradech (1895-1901). Byl autorem česko-francouzského slovníku (s Janem Herzerem), učebnic francouzštiny a těsnopisu. V časopisech uveřejňoval kromě odborných textů také překlady literárních prací i vlastní básně a povídky, vesměs pod pseudonymy Č. Bíl a Č. Lipina.

## Život
Vystudoval akademické gymnázium a následně moderní filologii a těsnopis na filozofické fakultě pražské univerzity.
Po roce 1875 pracoval dva roky jako suplent na české reálce v Ječné ulici v Praze. Roku 1877 získal místo na vyšší reálce v Pardubicích. Spoluzakládal tam stenografický klub a Spolek ku podpoře literatury české.
V roce 1895 byl na vlastní žádost přeložen na nově zřízenou reálku na Král. Vinohradech. V květnu 1901 onemocněl a v březnu následujícího roku zemřel na rakovinu žaludku.
Byl vzpomínán jako svědomitý učitel, milý kolega a společník. Měl důkladnou a všestrannou znalost francouzštiny a těsnopisu.
Zemřel roku 1902 a byl pohřben na Olšanských hřbitovech.

## Dílo
Přispíval odbornými texty, překlady a vlastními beletrickými díly do časopisů, např. Těsnopisné listy, Těsnopisná beseda, Zábavy těsnopisné, Listy fiologické, Literární listy, Vesna a Zlatá Praha. Řadu příspěvků podepisoval pseudonymy Č. Bíl a Č. Lipina. Například v časopise Vesna vyšla jeho veršovaná povídka Hela a v Těsnopisné besedě povídka Také student.
Ve výročních zprávách pardubické reálky uveřejnil literárně-historické úvahy — Bajky Puchmajerovy a Antické látky v novověkém dramatě vůbec a českém zvláště.
Knižně vyšly např. tyto jeho práce:
- Methodická učebnice českého těsnopisu (1892 s reedicemi)
- Slovník francouzsko-český (1896 s reedicemi, spoluautor: Jan Herzer). Ve své době byl považován za nejúplnější.[12]

Překlady:
- George Gordon Byron: Korsár a Lara (1885)
- Ludovic Halévy: Vesnický farář (1888)
- Henri de Noussanne: Divotvorný zámek (cca 1900)
- Camille Flammarion: Koprník a soustava světová (1900)

Upravil nová vydání:
- Jakub Škoda: Grammatika francouzská pro školy střední (1900)

## Rodina
10. září 1877 se v pražském kostele sv. Petra na Poříčí oženil s dvacetiletou Antonií Wurcelovou, dcerou kamenického mistra z Doks. Měli dva syny a dceru:
- Syn Vladimír Ibl[15] (1878-??) byl železniční inženýr v Kutné Hoře a na pražském ministerstvu, autor knih a článků o dopravě.[16] Veřejně známi byli i jeho dva synové:
  - Jaroslav Ibl[17] (1905-1964) pubikoval odborné texty o elektrotechnice[18]
  - Vladimír Ibl mladší[19] (1907-1979) byl rovněž technik. V roce 1954 se stal ředitelem Výzkumného ústavu potravinářských a chladicích strojů v Praze.[20]
- Dcera Antonie[21] (1880-1946) se provdala za filologa Hertvíka Jarníka
- Syn Vincenc (též Čeněk) Ibl[22] (1889-1975) vystudoval práva a pracoval v diplomatických službách, např. po r. 1936 jako vyslanec ČSR ve Vatikánu.[23][24]